# Ingenuino (nome)
Ingenuino  è un nome proprio di persona italiano maschile.

## Varianti
- Maschili: Ingenuo[1]
  - Ipocoristici: Genuino[2]
- Femminili: Ingenuina[1], Ingenua[1]
  - Ipocoristici: Genuina[2]

### Varianti in altre lingue
- Catalano: Ingenuì[3]
- Latino: Ingenuus[3]
- Spagnolo: Ingenuino[3]
- Tedesco: Ingenuin[1]

## Origine e diffusione
Antico nome di derivazione latina, basato su ingenuus, un termine che inizialmente indicava una persona nata all'interno di una stirpe (da in, "dentro", e genus, "stirpe"). L'interpretazione in senso lato di "autentico", "onesto", "vero" (un significato condiviso anche con il nome gallese Dilys) è quella che oggi viene data al termine "genuino", mentre il termine "ingenuo" ha acquisito il senso attuale dopo una serie di passaggi di significato a partire dall'originale "di natura nobile" a "candido", "innocente".
Per quanto riguarda le forme del nome, da latino Ingenuus viene "Ingenuno", mentre "Ingenuino" è un adattamento della forma tedesca, Ingenuin. Entrambe ormai godono di scarsa diffusione, anche se sopravvivono in alcune zone dell'Alto Adige per via del culto di sant'Ingenuino; più fortunata è stata la forma "Genuino", ottenuta per aferesi, diffusa un po' in tutta Italia.

## Onomastico
L'onomastico ricorre il 5 febbraio in memoria di sant'Ingenuino, vescovo di Sabiona e patrono di Bressanone.

## Persone
- Ingenuino di Sabiona, vescovo e santo italiano
- Ingenuino Dallago, sciatore nordico italiano

### Variante Ingenuo
- Ingenuo, usurpatore romano contro Gallieno